# 趙明哲
趙 明哲（チョ・ミョンチョル、조명철、1959年4月2日 - ）は、大韓民国の政治家、第19代国会議員。脱北者初の国会議員である。本貫は白川趙氏。 

## 経歴
1959年、朝鮮民主主義人民共和国平壌直轄市で生まれた。金日成総合大学を卒業し、金日成総合大学・南開大学で教授として働いた。1994年7月18日に脱北して、大韓民国に入国した。対外経済政策研究院の研究委員を経て、2011年6月8日に統一教育院院長に任命された。2012年にセヌリ党の公認を受けて比例代表として国会議員に当選した。 
1994年には同じく脱北者の康明道と共に記者会見を開いた。その時、韓国のメディアは趙を北朝鮮の元建設長官の息子だと紹介した。2011年に北朝鮮のテロの対象になっていると報道された。 
2022年7月14日、大統領の尹錫悦により以北五道の平安南道の知事に任命された。 

## 年表
- 1977年 - 1983年、金日成総合大学自動操縦学科
- 1983年 - 1987年、金日成総合大学経済学博士課程

- 1987年10月 - 1994年7月、金日成総合大学・南開大学教授
- 1994年、対外経済政策研究院研究委員
- 2003年11月 - 2005年11月、KDI国際政策大学院諮問委員
- 2003年12月 - 2004年11月、立命館大学国際地域研究所特別研究員
- 2004年1月 - 2011年6月、統一部統一政策分科ポリシー諮問委員、対外経済政策研究院の統一国際協力チーム長
- 2008年4月 - 2011年6月、対外経済政策研究院国際開発協力センター所長
- 2009年3月 - 2011年2月、韓国北東アジア経済学会理事
- 2010年1月 - 2011年12月、韓国鉄道公社諮問委員
- 2011年2月 - 2011年6月、法制ポリシー諮問委員
- 2011年3月 - 、韓国観光公社南北観光諮問委員
- 2011年3月 - 、国家人権委員会政策諮問委員
- 2011年4月 - 2011年12月、韓国経済新聞客員論説委員
- 2011年6月 - 2012年3月21日、統一教育院院長
- 2012年5月 - 2016年5月19日、国会議員（比例代表・セヌリ党）
- 2013年3月 - 2014年5月19日、国会情報委員会委員
- 2013年4月 - 2014年5月19日、国会外交統一委員会委員
- 2014年6月 - 2016年5月19日、国会（後半期）倫理特別委員会委員
- 2014年6月 - 2016年5月19日、国会（後半期）企画財政委員会委員
- 2015年8月、セヌリ党政策委員会、民生119本部副本部長
- 2016年9月、セヌリ党北朝鮮人権と脱拉致被害者委員会委員長
- 2017年3月、自由韓国党北朝鮮人権と脱拉致被害者委員会委員長
- 2022年7月14日、平安南道知事[9]

## 論争

### 学歴論争
趙明哲は金日成総合大学の学部を卒業して準博士号を取ったが、準博士号を博士号に該当するものとして候補者の登録書類に出したことについての議論があった。朝鮮民主主義人民共和国の学位は3段階で、大学を卒業すると技士とあり、追加で2年の課程を追加で終了したら取れる準博士となり、3年の課程を終了したら博士となる。2012年の総選挙の時にこの問題が提起されたため、趙明哲は国家機関から博士に決定したと説明した。 

### 地域差別発言
趙明哲議員は2013年8月19日、国家情報院の国政調査2次公聴会の時に、証人として出席した課長（元水西警察署捜査課長）に「光州の警察か、大韓民国の警察か」と問い詰めた。のちに国会倫理委員会に提訴された。 